# Mýtne Ludany
Mýtne Ludany, do roku 1927 Ludany (maďarsky Vámosladány, do roku 1863 Ladány) je obec v okrese Levice na Slovensku.

## Geografie
Obec se nachází ve východní části slovenské Podunajské nížiny, přesněji na západním svahu Ipeľské pahorkatiny, v širokém údolí na dolním toku Hronu. Samotnou obec lemují dva vodní toky, a to Perec na západě a Sikenica na východě obce.

## Historie
Mýtné Ludany jsou poprvé písemně zmíněny v roce 1075 v donačním aktu Gejzy I. pro opatství Hronský Beňadik jako Villa Ludan. Ve 14. století vlastnil Mýtné Ludany hrad Levice, který zde udržoval mýtnici a pořádal trhy. V roce 1536 měla obec celkem 22 port, jednoho kramáře a jednoho ševce, v roce 1601 měla obec 67 domů. Během tureckých válek a zejména bezprostředně po osmanské ofenzívě v roce 1663 oblast trpěla. V roce 1828 zde bylo 102 domů a 644 obyvatel zaměstnaných jako rolníci a pastevci. Poslední velkostatkáři pocházeli z rodů Esterházyů a Schöllerů.
Do roku 1918 byla obec součástí Uherska. Kvůli první vídeňské arbitráži byla v letech 1938 až 1945 součástí Maďarska. Do roku 1919 patřilo město v župě Bars k Uherskému království a poté přešlo do Československa, tedy dnešního Slovenska. Od roku 1938 do roku 1945 byla na základě první vídeňské arbitráže opět součástí Maďarska. V roce 1947 zde proběhla výměna obyvatelstva; místo vysídlených maďarských rodin zde bylo usazeno 59 slovenských rodin z Maďarska. Při sčítání lidu v roce 2011 žilo v obci 973 obyvatel, z toho 590 Slováků, 360 Maďarů, 10 Romů, čtyři Češi a jeden Polák. Jeden obyvatel uvedl jinou etnicitu a sedm obyvatel svou etnicitu neuvedlo.

## Církevní stavby
- Římskokatolický kostel, postavený v 15. století v pozdně gotickém slohu, upravený v roce 1570 v renesančním slohu a v roce 1770 v barokním slohu.
- Reformovaný toleranční kostel z roku 1785, věž byla postavena v roce 1802.[3]

## Partnerské obce
- Gyömrő
- Maglód
- Sajóvámos